# Tobias Wendl
Tobias Wendl (født 16. juni 1987) er en tysk kælker, der er seksdobbelt olympisk mester og har vundet talrige EM- og VM-medaljer, primært i toerkælk sammen med Tobias Arlt.
Wendl gjorde sig første gang bemærket på den internationale scene, da han i 2008 vandt VM-sølv i toerkælk. Siden har han vundet en lang række medaljer ved både EM og VM, primært i toerkælk.
Hans første OL var vinter-OL 2014 i Sotji, hvor han deltog i toerkælk og stafet for blandede hold. I toerkælk stillede han op sammen med Tobias Arlt, og parret var hurtigst i begge gennemløb, så de sikrede sig guldet i sikkert foran de østrigske brødre Andreas og Wolfgang Linger, der fik sølv, og de lettiske tvillinger Andris og Juris Šics, der fik bronze. I stafetten var toeren med Arlt og Wendl sidste kælk på turen, hvor Natalie Geisenberger og Felix Loch havde sat kursen i disciplinen, der var på det olympiske program for første gang. Alle de tyske deltagere havde vundet guld i andre discipliner ved samme OL, så de var favoritter og levede op til værdigheden ved at sejre med mere end et sekund ned til nummer to fra Rusland, der selv var mere end et halvt sekund bedre end de lettiske bronzevindere.
Wendl var også med ved vinter-OL 2018 i Pyeongchang, og han deltog i de samme to discipliner som fire år tidligere. Igen kørte han toerkælk sammen med Tobias Arlt, og som regerende olympiske mestre samt verdensmestre fra alle tre foregående år var de storfavoritter. De levede op til værdigheden og vandt begge gennemkørsler, så de samlet var næsten 0,1 sekund hurtigere end østrigerne Peter Penz og Georg Fischler, der vandt sølv, mens tyskerne Toni Eggert og Sascha Benecken sikrede sig bronze. I stafetten bestod det tyske hold igen af kælkere (Geisenberger, Johannes Ludwig, Wendl og Arlt), der allerede havde vundet medaljer ved legene, og de sikrede sig sejren foran Canada og Østrig.
Ved vinter-OL 2022 i Beijing deltog han igen sammen med Tobias Wendl i toerkælk og stafet. I toeren var de blandt favoritterne, men det var landsmændene Toni Eggert og Sascha Benecken, der førte i World Cup'en. Wendl og Arlt vandt ikke desto mindre løbet i tiden 1.56,653 minutter foran Eggert og Benecken på 1.56,752 minutter, mens østrigerne Thomas Steu og Lorenz Koller fik bronze med 1.57,164 minutter. Dagen efter blev der kørt stafet, hvor holdet fra forrige OL, Geisenberger, Ludwig, Wendl og Arlt, igen sikrede sig guldet, denne gang foran Østrig og Letland.